# Imigração chinesa no Brasil
A imigração chinesa no Brasil teve início em 1812, quando dom João VI trouxe, de Macau, duzentos (ou quatrocentos) chineses para introduzir o cultivo de chá no país. Eles iniciaram lavouras experimentais no Jardim Botânico do Rio de Janeiro e na Fazenda Imperial de Santa Cruz, porém o experimento fracassou e a colônia chinesa desapareceu.
Um parlamentar inglês denunciou, no entanto, em 1834, que um grupo de imigrantes chineses havia sido largado nas florestas nos arredores da cidade para ser caçado, por diversão, por caçadores de homens, auxiliados por cães e cavalos. Entre esses caçadores, estaria o príncipe dom Miguel.
Depois, eles vieram para desenvolver o cultivo do chá em São Paulo e para trabalhar na implantação da ferrovia no Rio de Janeiro, capital do país na época.[carece de fontes?]
Em 1882, a Companhia de Comércio e Imigração Chinesa foi fundada, trazendo mais de mil chineses para trabalhar em uma mina em São João Del Rei.
A primeira entrada oficial de chineses em São Paulo ocorreu em 15 de agosto de 1900. O grupo era formado por 107 pessoas que, viajando no vapor Malange, procedente de Lisboa, desembarcaram no Rio de Janeiro, sendo conduzidos em seguida para a Hospedaria de Imigrantes na cidade de São Paulo.
Entre 1902 e 1906, foi construída, na cidade do Rio de Janeiro, a Vista Chinesa, um mirante em estilo chinês em comemoração à vinda dos primeiros chineses ao país para a introdução do cultivo de chá, no início do século XIX.

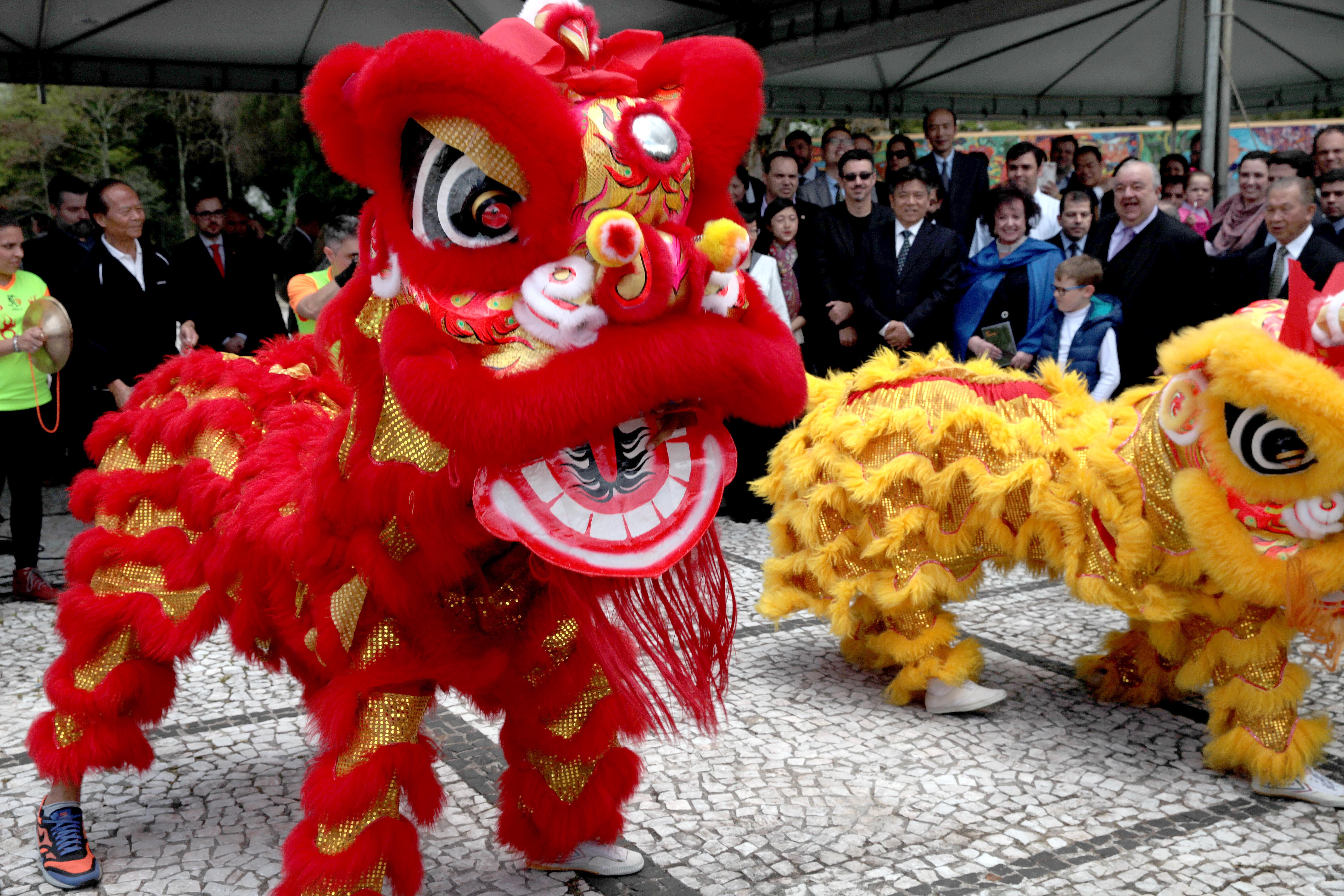
Apresentação cultural da comunidade chinesa durante a Bienal Internacional de Curitiba em 2017.

Porém, o grande fluxo da imigração chinesa se deu a partir da década de 1950. Os principais motivos dessa migração foram as guerras que estavam ocorrendo na China entre os comunistas e nacionalistas chineses que perdurou por décadas e ocasionou a falta de alimentos no país. Com o fim da guerra, e vitória dos comunistas, o país estava com a produção de alimentos insuficientes e problemas climáticos atenuaram essa crise. Um grande número de chineses mudou-se para Taiwan e, logo em seguida, buscou um novo país no estrangeiro. Grande número deles imigrou para o Brasil.
Desde o fim da década de 1990, a quantidade de imigrantes chineses vem aumentado bastante. Eles têm, como principal área de atuação, o comércio. Lojas e pastelarias são os principais ramos onde eles trabalham. No Rio de Janeiro, por exemplo, atualmente 20% das lojas do SAARA (conhecida sociedade de comerciantes do Centro do Rio) é controlada por chineses (em 1995, só duas lojas do SAARA eram de propriedade de chineses).
No Paraná a migração de chineses é mais recente, e estes concentraram-se mais nas grandes cidades, como em Curitiba.

## Sino-brasileiros notáveis
- Chu Ming Silveira (1941 - 1997) - Designer e arquiteta, inventora do Orelhão.
- Anderson Lau (1979 - ) - Ator conhecido por atuar na novela Negócios da China.
- General Leone Da Silveira Lee (? - ) - Primeiro general brasileiro de ascendência chinesa.
- Mizuho Lin (1990 - ) - Vocalista de Death Metal da banda Semblant.
- Leonardo Hwan (? - ) - Cineasta e youtuber, ativista do Movimento Asiático.
- Roberto Losan (1952 - 2005) - Radialista.
- Carlos Alberto Gomes Kao Yien (1964 - ) - Ex-futebolista do Grêmio, conhecido pelo apelido de "China".